# Route nationale 591
Die N591 war von 1933 bis 1973 eine französische Nationalstraße, die zwischen Millau und Nant verlief. Ihre Länge betrug 31,5 Kilometer.